# Ястшембя-Гура
Ястшембя-Гура (пол. Jastrzębia Góra, нім. Habichtsberg) — село в Польщі, у гміні Владиславово Пуцького повіту Поморського воєводства.

## Загальна інформація
Розміщується на в високому березі (32,8 м) Балтійського моря. Рада гміни Владиславово утворила солтиство «Ястшембя-Гура», куди входить також частина села Лисячий Яр (пол. Lisi Jar). У 2021 році кількість населення становила 1 004 особи.

## Історія
Вперше згадується у 1848 році як височина Габіхтсберг (нім. Habichtsberg) між Розевим та Хлаповим, що в перекладі означає Ястшембя-Гура (пол. Jastrzębia Góra). У 1920 році цю назву перейняло поселення. 1931 року здано в експлуатацію новий шлях із Владиславова — Надморський бульвар, котрий викладено із базальтової бруківки Волиньського походження.
У 1938 році розпочали будівництво пляжного підіймача «Світовид» (пол. «Światowid»), яке, через вибух Другої світової війни, завершили 1966 року. Після 5 років використання ліфт зупинили, а на початку 80-х років минулого століття його зруйнував шторм.
У 2000 році, на місці найпівнічнішої географічної точки Польщі, встановлено пам'ятний обеліск «Зірка півночі» (пол. «Gwiazdą Północy»). В поселенні розміщено пам'ятник порятунку з морських глибин короля Сигізмунда III Вази після невдалої експедиції до Швеції.